# Mariano Smiriglio
Mariano Smiriglio (* 1561 in Palermo; † 1636 ebenda) war ein italienischer Maler und Architekt des Übergangs vom Manierismus zum Barock auf Sizilien.

## Leben
Smiriglio war gemeinsam mit Zoppo di Gangi Schüler von Filippo Paladini. In Palermo gründete er zunächst eine Malwerkstatt. Wenig später wurde er zum Architekten des Senats von Palermo ernannt.
Nach der Verlängerung des Cassaro in Palermo bis ans Meer im Jahr 1581, erhielt Smiriglio vom Vizekönig  Marcantonio Colonna (1577–1584)  den Auftrag zum Bau eines zweiteiligen Stadttores, dem Colonna den Namen Porta Felice gab. Ein Triumphtor zu Ehren des Einzugs des Vizekönigs Enrique de Guzman, Graf von Olivarez (1592–1595) entwarf Smiriglio 1592.
1620 leitete er den Bau des Palazzo di Cavalieri d’Arme, des Arsenals (1630), des Ospedale di S. Giacomo, war verantwortlich für die Erweiterung des Palazzo Pretorio und  übernahm nach dem Tod von Giulio Lasso die Fertigstellung der Quattro Canti von Palermo, so schuf er hierfür den ornamentalen und plastischen Schmuck.

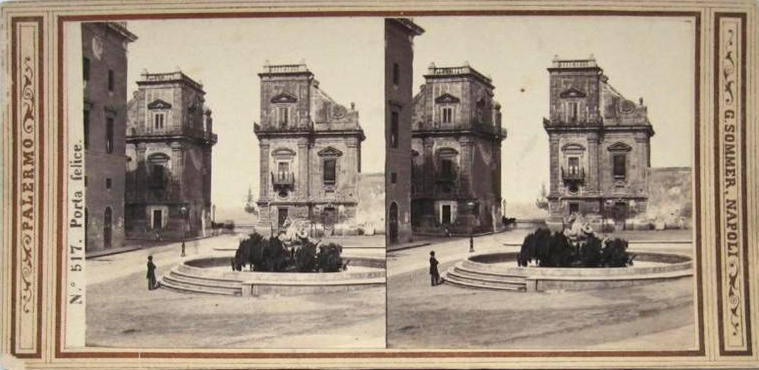
Porta Felice. Kupferstiche von Giorgio Sommer und Edmond Behles

An Kirchenbauten werden ihm in Palermo die Santa Maria del Carmine (1626), Santa Maria Valverde, Santa Eulalia dei Catalani, Santa Maria dei Rimedi, San Matteo al Cassaro und San Antonio da Padova zugeschrieben.
Als Maler dekorierte er die  Cappella del Crocifisso der Gesù, schuf Deckenfresken für das Oratorium der Bruderschaft dell’Immacolata in San Francesco d’Assisi und Malereien in der Chiesa del Carmine von Alcamo, eine Mariä Himmelfahrt für die Hauptkirche von Salemi und für die Kathedrale von Palermo eine Santa Lucia sowie eine Silberurne für Santa Rosalia.